# Izetta: The Last Witch
Izetta: The Last Witch (終末のイゼッタ?, Shūmatsu no Izetta, lett. "Izetta della fine"), anche nota come Izetta, Die Letzte Hexe (lett. "Izetta, l'ultima strega"), è una serie televisiva anime prodotta da Ajia-do Animation Works e diretta da Masaya Fujimori, trasmessa in Giappone dal 1º ottobre al 17 dicembre 2016.

## Trama
La storia si svolge in una Europa alternativa e inizia nel 1939, quando l'impero totalitario di Germania avvia una campagna di conquista che lo porta a sottomettere in pochi mesi più di metà dell'Europa Occidentale. Nel disperato tentativo di difendere il proprio Paese, la principessa Finé, erede del piccolo regno di Eylstadt (situato nella zona del Tirolo austriaco), si ritrova a risvegliare casualmente Izetta, presunta ultima strega rimasta al mondo, dotata di un potere tale da determinare da sola le sorti del conflitto.

## Personaggi
Izetta (イゼッタ?)
Doppiata da: Himika Akaneya
Ultima strega esistente, Izetta ha imparato a usare la magia fin dalla più tenera età, ma è dotata di un potere così grande che sua nonna, poco prima di morire, le aveva intimato di non manifestarlo mai a nessuno, né di rivelare mai la sua vera natura. Combatte usando un pesante fucile anticarro Solothurn S-18/1000, che le è utile anche come strumento per volare.
Finé (フィーネ?, Fīne)
Doppiata da: Saori Hayami
Erede del piccolo granducato di Eylstadt, Finé è una ragazza tanto bella quanto pragmatica, disposta a tutto pur di riuscire a proteggere il proprio Paese e i suoi abitanti dall'invasione tedesca. Affascinata dalla magia e dai racconti sulle streghe (a differenza della maggior parte degli altri esseri umani) ha conosciuto Izetta quando erano entrambe bambine, diventando la sua migliore ed unica amica; questo almeno fino al giorno in cui rimase gravemente ferita per proteggerla da un tentativo di linciaggio da parte di alcuni contadini, evento a seguito del quale le due si persero di vista fino allo scoppio del conflitto.
Bianca (ビアンカ?, Bianka)
Doppiata da: Aya Uchida
Il comandante delle Guardie Reali, l'unità di soldati scelti composta di sole donne incaricate di proteggere la famiglia reale di Eylstadt. Estremamente fedele a Finé, all'inizio si mostra diffidente in merito alla reale capacità di Izetta di poter sovvertire le sorti della guerra, ma dopo averne visto personalmente i grandi poteri si risolverà ad assisterla in combattimento assieme ai suoi soldati.
Lotte (ロッテ?, Rotte)
Doppiata da: Nao Tōyama
Una domestica del palazzo reale di Landzbruck, che viene assegnata da Finé a Izetta come dama di servizio. Affascinata tanto quanto la principessa dai racconti sulle streghe, prende subito in simpatia Izetta, aiutandola a superare i momenti difficili grazie al proprio carattere brioso e ottimista.
Elvira (エルヴィラ?, Eruvira)
Doppiata da: Kana Hanazawa
Istitutrice di Finé, nonché responsabile dell'ufficio stampa della famiglia reale, ha un senso dell'umorismo un po' perverso e ama palpeggiare sia Izetta sia la principessa con la scusa di "testarne la crescita". Dopo lo scoppio della guerra, mette le sue competenze al servizio della famiglia reale, organizzando la macchina della propaganta attorno a Izetta e presentandola come la leggendaria Strega Bianca protettrice di Eylstadt.
Berkman (ベルクマン?, Berukuman)
Doppiato da: Jun'ichi Suwabe
Uno dei membri di maggior rilevanza nel controspionaggio tedesco, nonché uno degli uomini di maggior fiducia dell'Imperatore, per conto del quale aveva in un primo tempo catturato Izetta per soddisfare la morbosa passione del sovrano per i racconti sulle streghe. Dopo la disastrosa disfatta di Coenenberg, riceve l'incarico di contrastare, e possibilmente catturare nuovamente Izetta. Machiavellico e cinico, appare scettico circa le scelte politiche operate dalle alte sfere dell'esercito tedesco. Quando l'Imperatore ordina di ucciderlo ritenendolo ormai inutile diserta in favore di Eylstadt, per poi vendersi agli Stati Uniti alla fine della guerra.
Otto (オットー?, Ottō)
Doppiato da: Kōichi Yamadera
L'imperatore della Germania, che coltiva l'ambizione di unificare tutto il mondo sotto l'influenza tedesca. Dopo la sconfitta di Sophie, il suo impero soccombe all'avanzata degli alleati, e nel dicembre del 1941, con le forze nemiche ormai alle porte di Berlino, si suicida nel suo bunker sotto al palazzo imperiale, ponendo fine alla guerra.
Rickert (リッケルト?, Rikkeruto)
Doppiato da: Natsuki Hanae
Il secondo di Berkman, è un giovane agente del controspionaggio tedesco. Pur provenendo da una famiglia nobile, ha deciso comunque di arruolarsi nel tentativo di guadagnarsi da sé i privilegi e la posizione sociale che teoricamente gli sarebbero spettati per nascita. Dopo essersi offerto volontario per una missione sotto copertura, si infiltra ad Eylstadt per scoprire il segreto dietro la leggenda della Strega Bianca, nella speranza che ciò possa essere utile a contrastare Izetta. Nell'occasione conosce Bianca, di cui si innamora, ma costretto a scegliere tra l'amore e il dovere decide di rimanere fedele al proprio Paese, riuscendo nella propria missione al prezzo della vita.
Jonas (ヨナス?, Yonasu)
Doppiato da: Hiroyuki Endō
Un giovane cadetto di fanteria dell'esercito di Eylstadt. Durante la battaglia di Coenenberg assiste alla comparsa di Izetta, divenendo un suo assiduo sostenitore. Nel corso della successiva battaglia al passo di Veal, tuttavia, viene a conoscenza casualmente di informazioni riservate, e quando dimostra di non saper mantenere i segreti così appresi, viene ucciso a sangue freddo da Muller.
Bassler (バスラー?, Basurā)
Doppiato da: Yoshimasa Hosoya
Sottufficiale della Luftwaffe. Pilota inizialmente un Messerschmitt 109, che sostituirà in un secondo momento con un prototipo fornitogli dalla Nona Sezione. Estremamente abile, viene tuttavia sconfitto in due diverse occasioni da Izetta, prima sui cieli di Coenenberg e successivamente nel Sognefjord. Nel tardo 1941, con la Germania prossima a cadere, decolla per un'ultima missione da uno degli aeroporti ancora sotto il controllo tedesco.

## Produzione
Il progetto anime originale fu annunciato da Shochiku il 10 giugno 2016. La serie televisiva, prodotta da Ajia-do Animation Works e diretta da Masaya Fujimori, è andata in onda dal 1º ottobre al 17 dicembre 2016. Le sigle di apertura e chiusura sono rispettivamente Cross the Line di Akino with bless4 e Hikari aru basho e (光ある場所へ?) di May'n. In Italia e nel resto del mondo, ad eccezione dell'Asia, gli episodi sono stati trasmessi in streaming, in contemporanea col Giappone, da Crunchyroll.

### Episodi
| Nº | Titolo italiano Giapponese 「Kanji」 - Rōmaji | In onda          | In onda |
| Nº | Titolo italiano Giapponese 「Kanji」 - Rōmaji | Giapponese       |         |
| 1  | L'inizio della battaglia 「たたかいのはじまり。」 - Tatakai no hajimari. | 1º ottobre 2016  |         |
| 1  | 1939. L'impero di Germania dà il via a una massiccia campagna di conquista che trova le nazioni limitrofe del tutto impreparate a contrastarla, e nel giro di un anno più di metà del continente europeo viene occupato dalle truppe tedesche. Nel tentativo di salvare il suo Paese da un'invasione ormai sempre più probabile, la principessa Finé, erede del piccolo Stato alpino di Eylstadt, organizza un incontro in territorio neutro con l'ambasciatore del regno di Britannia, la sola nazione europea ancora in grado di opporsi alla Germania. Purtroppo, il suo tentativo viene stroncato sul nascere quando, nel bel mezzo della riunione, giunge la notizia che la Germania ha dato il via all'invasione di Eylstadt, e di lì a breve Finé, dopo essere stata scovata e arrestata dal controspionaggio tedesco, viene messa su un aereo per essere portata a Berlino. Durante il volo però, l'aereo ha una misteriosa avaria, grazie alla quale si apre uno strano sarcofago che si trovava a bordo, rivelando al suo interno Izetta, una strega che in gioventù era stata amica della principessa. L'apertura del sarcofago sventra l'aereo, ma grazie all'aiuto di Izetta, Finé riesce a salvarsi. |                  |         |
| 2  | Cicatrici e spari 「傷痕と、銃声と」 - Kizuato to, jūsei to | 8 ottobre 2016   |         |
| 2  | Un breve flashback racconta come Izetta e Finé si siano conosciute da bambine, e come la principessa, per nulla spaventata dai grandi poteri di Izetta, abbia visto in lei un'inseparabile amica, questo almeno fino al giorno in cui un evento traumatico le costrinse a dividersi. Nel presente, la caduta dell'aereo viene notata da una pattuglia di messerschmitt al comando del Capitano Basler e diretti verso il fronte, ma tutti i velivoli, scoperte le due ragazze, vengono abbattuti da Izetta, che combinando i suoi poteri all'uso del fucile anticarro usato come scopa riesce a farne scempio. Lo scontro però lascia Izetta senza forze, così la giovane strega è costretta ad atterrare nel bosco sottostante, nella regione di Coenenberg, dove di lì a breve lei e Finé vengono ritrovate, entrambe ferite ma ancora vive, da un plotone di soldati in fuga dal forte di confine di Schweizen, già travolto dall'avanzata tedesca. Dopo aver medicato la principessa, il plotone raggiunge un nuovo rifugio, e una volta qui Finé, temendo per la vita di Izetta, le chiede di lasciare il Paese prima che sia troppo tardi. |                  |         |
| 3  | Spade che si librano nel cielo 「天翔ける剣」 - Amakakeru ken | 15 ottobre 2016  |         |
| 3  | Il fronte di Coenenberg è sempre più decimato, e i pochi soldati rimasti a difesa della posizione, tra cui la giovane recluta Jonas, organizzano un'ultima, disperata resistenza nei pressi di un'alta rupe facilmente difendibile, dalla cima della quale lo sbarramento dell'artiglieria riesce in qualche modo a rallentare l'avanzata nemica. I superstiti di Schweizen vorrebbero unirsi ai loro compagni, ma vengono fermati da Finé, che fa capire loro come gettare via la vita in una battaglia senza speranza di vittoria sarebbe solo un inutile spreco. Dal momento che l'avanzata risulta difficile, l'alto comando germanico ordina agli stuka di bombardare le postazioni di artiglieria sulla montagna, ma un attimo prima che ciò possa accadere Izetta, ignorando il suggerimento di Finé, decide di scendere in campo per proteggere Eylstadt, e grazie ai suoi poteri sia le truppe di terra che quelle aeree vengono costrette alla fuga. Con il suo esercito che rinfrancato dalla presenza di Izetta comincia a intravedere un barlume di speranza, Finé, pur temendo per la sorte dell'amica, decide di accettare l'aiuto di Izetta, e a quel punto, sulle note del proprio inno nazionale, i soldati di Eylstadt si preparano alla guerra. |                  |         |
| 4  | Il segreto della strega 「魔女の秘密」 - Majo no himitsu | 22 ottobre 2016  |         |
| 4  | La notizia della disfatta tedesca a Coenenberg raggiunge velocemente Berlino, dove l'Imperatore viene informato della comparsa di Izetta. Quanto a Finé, al suo ritorno a Landtzbruck, la gioia per essere riuscita a fermare il primo assalto nemico al cuore di Eylstadt viene ben presto spazzata via dalla notizia della morte di suo padre. Tuttavia non c'è tempo per piangere: il Paese è ufficialmente in guerra, e l'esercito tedesco è riuscito a stabilire varie teste di ponte da cui potrà lanciare nuove offensive. Eylstadt ha quindi bisogno di aiuto immediato, ma soprattutto di una nuova regina. I consiglieri di guerra, venuti a sapere dei fatti di Coenenberg, vorrebbero servirsi di Izetta per sconfiggere l'invasore tedesco, ma ben presto la ragazza, affidata alle cure della cameriera Lotte e della guardia reale Bianca, rivela il vero limite della sua magia: essa infatti è generata dal potere emanato dalle Lay Lines, giganteschi fiumi invisibili di energia che solcano come una rete l'intero pianeta, e a meno di non trovarsi in prossimità di una di esse, una strega è priva di qualsivoglia capacità magica. Ciò nonostante il consigliere imperiale Muller propone di sfruttare comunque Izetta come strumento di propaganda, nella speranza sia di scoraggiare nuovi tentativi di aggressione sia di spingere gli Alleati a schierarsi apertamente con Eylstadt. |                  |         |
| 5  | Il falso miracolo 「いつわりの奇跡」 - Itsuwari no kiseki | 29 ottobre 2016  |         |
| 5  | Arriva il giorno dell'incoronazione, e nel momento stesso in cui eredita il trono, Finé annuncia anche al mondo l'esistenza di Izetta, che grazie alla macchina della propaganda viene presentata a tutti come la reincarnazione della Strega Bianca, la leggendaria protettrice di Eylstadt, e di lì a pochi giorni, sotto gli occhi di una divisione di corrispondenti di guerra, la ragazza sbaraglia da sola il distaccamento tedesco sul lago Ruden, liberando così l'intero Eylstadt occidentale dall'occupazione nemica. Intenzionato più che mai a fare sua Izetta, l'imperatore di Germania concede carta bianca a Berkman, e contemporaneamente l'esercito tedesco (che ha bisogno di sopraffare Eylstadt per conquistare un corridoio con l'alleato italiano e aprirsi così la via verso il Mar Mediterraneo) lancia una nuova offensiva a nord, lungo il passo di Vael, una zona non coperta dalle Lay Lines, il che rischierebbe di rendere pubblico il grande limite del potere di Izetta. Tuttavia, grazie a un espediente ideato da Finé e Muller, il problema viene aggirato, e anche questa battaglia si conclude con la vittoria di Eylstadt. Poco dopo, Jonas, assegnato assieme al suo plotone alla difesa di Vael, origlia casualmente un discorso tra Muller e il comandante di Eylstadt circa i limiti del potere di Izetta, e anche se riesce ad allontanarsi prima di essere scoperto, Muller rinviene la foto della sua famiglia. |                  |         |
| 6  | In una tranquilla giornata… 「穏やかな日々に…」 - Odayaka na hibi ni… | 5 novembre 2016  |         |
| 6  | In Germania Berkman ottiene il permesso di accedere alla supersegreta Sezione 9 del dipartimento per gli studi sperimentali dell'esercito, dove conta di trovare qualcosa di utile per poter contrastare Izetta. Nel frattempo a Eylstadt Finé, Izetta, Bianca e Lotte trovano finalmente occasione di rilassarsi un po' girovagando per la capitale; il loro passeggiare senza meta le conduce in una caffetteria che la regina era solita frequentare in segreto fin da bambina, un fatto di cui ha sempre cercato di tenere tutti all'oscuro per evitare di incrinare la propria immagine pubblica, ma che a sua insaputa era già trapelato. In seguito, Müller chiede a Finé di partecipare a un incontro ufficiale che si terrà a Londra, dove le forze Alleate tenteranno di pianificare una strategia comune per opporsi alla Germania, e pur intuendo che il piano sia servirsi di Izetta, alla fine la ragazza decide di recarvisi comunque assieme a lei. Nel frattempo, Jonas confida a un sergente del suo plotone, Lorentz, il segreto di cui è venuto a conoscenza riguardo al limite del potere di Izetta, scoprendo troppo tardi di stare parlando con un corrotto. Il sergente, scoperto, tenta di estorcere al ragazzo quante più informazioni possibili, ma l'intervento di Müller lo costringe alla fuga. Avendo dimostrato di non essere in grado di mantenere il segreto, Jonas viene ucciso dal suo stesso superiore. |                  |         |
| 7  | La battaglia navale di Sognefjord 「ソグネフィヨルド海戦」 - Sogunefiyorudo kaisen | 12 novembre 2016 |         |
| 7  | Izetta e Finé si recano all'incontro segreto con le potenze Alleate, tra le quali serpeggia un certo pessimismo circa la reale capacità della giovane strega di poter sovvertire le sorti di una guerra che sembrano ormai segnate. Finé tuttavia, con l'appoggio della delegazione inglese, cerca di convincere gli altri partecipanti di come, grazie a Izetta, una vittoria contro la Germania sia ancora possibile, e per dare prova delle sue parole promette loro che Izetta riuscirà, da sola, a colare a picco la Drachenfels, la prima e finora unica portaerei tedesca, appostata nel Sognefjord e attualmente ancora in costruzione. La missione viene preparata nei minimi dettagli, ma una volta sul posto Izetta si accorge di essere caduta in una trappola: non solo infatti la Drachenfels è in realtà quasi pienamente operativa, oltre che ben scortata ed equipaggiata, ma la sua presenza in un punto a prima vista così vulnerabile serviva proprio ad attirarla allo scoperto. Izetta si ritrova così attaccata da ogni direzione e inseguita da Basler che le tiene testa a bordo di un prototipo fornitogli dalla Nuova Sezione, ma grazie anche all'aiuto degli aerei di supporto la Drachenfels viene silurata con successo colando a picco. Tuttavia, ciò faceva parte di un piano ordito da Berkman per testare le capacità di Izetta e mettere a punto una nuova arma che era segretamente da tempo in fase di realizzazione. Dato che per completarla l'uomo necessita delle conoscenze nascoste nel castello della Strega Bianca, il suo giovane secondo, Rickert, si offre di recarsi sotto copertura a Eylstadt per compiere la missione. |                  |         |
| 8  | Una fiaba crudele 「残酷なおとぎばなし」 - Zankoku na otogibanashi | 19 novembre 2016 |         |
| 8  | Secondo la leggenda, durante il periodo della caccia alle streghe, il re di Eylstadt fu salvato dalla leggendaria Strega Bianca, di cui si innamorò perdutamente. Il loro amore era destinato a rimanere un segreto a causa della natura della ragazza, ma cosa accadde in seguito è oggetto di disputa: se da una parte si dice che la strega divenne la protettrice del regno contro le invasioni straniere, tanto da spingere il re ad erigere un castello sulla sua tomba per tramandarne il ricordo per sempre, dall'altra si sostiene come, molti anni dopo il loro incontro, alla morte del re la regina, piena d'invidia nei confronti della strega, la mandò al rogo, seppellendola in una tomba sopra cui fece costruire il castello nel tentativo di cancellarne la memoria. Nel presente, Rickert viene paracadutato segretamente su Eylstadt, dove spacciandosi per un concittadino appena tornato dall'estero si imbatte in Lotte e Bianca, con cui entra in amicizia. Nonostante la bontà d'animo delle due ragazze (e di Bianca in particolare, di cui si innamora) sembrino incrinare per un momento i suoi propositi, il ragazzo decide infine di rimanere fedele all'Impero, e con l'aiuto di Lorentz scopre la stanza segreta nei sotterranei del castello della Strega Bianca, riuscendo a recuperare sia le foto della mappa delle Lay Lines sia una misteriosa pietra rossa. Prima che possano andarsene, però, i due vengono scoperti dalle guardie reali, e Rickert, gravemente ferito, ha un ultimo confronto con Bianca, che a malincuore è costretta a ucciderlo. Lorentz, invece, sarà ucciso da un cecchino durante la fuga, ma una terza spia recupererà le informazioni in suo possesso in segreto. Intanto in Inghilterra, nel corso di un ballo in maschera, Finé e Izetta si imbattono in Berkman, il quale si presenta a loro accompagnato da una ragazza, che prima di andarsene morde a sorpresa le labbra di Izetta succhiandole il sangue. Poco dopo, l'ambasciatore americano promette l'appoggio degli Stati Uniti nella guerra contro la Germania, ma invia a tradimento un rapporto al presidente in cui lo esorta a dichiarare guerra sia alla Germania sia a Eylstadt, per eliminare sul nascere anche la minaccia costituita da Izetta. |                  |         |
| 9  | Il corridoio di Sellun brucia 「ゼルン回廊、燃ゆ」 - Zerun kairō, moyu | 26 novembre 2016 |         |
| 9  | Tre mesi dopo l'incontro a Londra, le cose sembrano mettersi finalmente bene per Eylstadt. Mentre ulteriori, deboli tentativi di rafforzare il fronte vengono facilmente contrastati sia dall'esercito regolare sia dai movimenti partigiani, gli Alleati si preparano a entrare nel conflitto forti dell'appoggio americano. Quando la Germania sembra tentare un nuovo assalto sul fronte di Coenenberg, Izetta viene inviata sul posto per arrestare l'avanzata, scoprendo solo in un secondo momento che il vero attacco sta avvenendo a Sellum, sul fronte orientale. Izetta si precipita sul posto, ma una volta qui si ritrova a dover affrontare un avversario inaspettato e formidabile: si tratta di Sophie, la vera Strega Bianca, apparentemente tornata in vita per combattere al fianco dell'esercito tedesco. Lo scontro in un primo momento è equilibrato, ma grazie alla pietra rinvenuta nei sotterranei del castello, Sophie possiede la capacità di influenzare il corso delle Lay Lines, riuscendo in questo modo a sconfiggere Izetta, che viene successivamente catturata dal nemico. Senza più la propria strega a difenderlo, Eylstadt viene travolta dall'avanzata tedesca, e nel giro di due ore dall'inizio dell'offensiva Landzbruck capitola. |                  |         |
| 10 | La severa punizione della strega 「魔女の鉄槌」 - Majo no tettsui | 3 dicembre 2016  |         |
| 10 | Una squadra al comando del tenente Hans riesce a portare in salvo Izetta, e quel che rimane del governo e dell'esercito di Eylstadt si rifugia in una fortezza segreta nelle alpi meridionali. Nonostante ciò, la situazione del Paese è disperata e con Eylstadt ormai conquistata, l'Imperatore, dopo aver fatto le scarpe a Berkman e aver preso Sophie sotto il suo comando, con l'aiuto della giovane strega lancia un devastante attacco su Londra, dando prova al mondo del proprio potere; quindi, propone alle potenze alleate, e in particolare alla Gran Bretagna, un umiliante accordo di pace, iniziando già a fare previsioni sull'invasione di Russia e Stati Uniti. In tutto questo Izetta, dopo un mese dallo scontro con Sophie, si risveglia nella fortezza segreta, scoprendo però di aver perso, forse per sempre, l'uso delle gambe. La vista della sua amica ridotta in quello stato getta Finé nella disperazione, facendole considerare l'idea di accettare la resa, ma Izetta nonostante tutto non ha alcuna intenzione di arrendersi, e per permetterle di continuare a combattere, Muller le consegna un oggetto che la sua famiglia si tramanda segretamente da secoli: l'altra metà della pietra magica. |                  |         |
| 11 | Finé 「フィーネ」 - Fīne | 10 dicembre 2016 |         |
| 11 | L'esercito tedesco riesce a scoprire la posizione della fortezza nascosta e invia un distaccamento a stanare la resistenza, ma Izetta, decisasi a usare la pietra magica, riesce a respingerli facendone scempio. Nel mezzo dello scontro poi Berkman, avendo capito che l'Imperatore ha dato ordine di eliminarlo ritenendolo ormai inutile, uccide personalmente il comandante nemico prima di arrendersi alla principessa, cui propone la propria incolumità in cambio delle informazioni in suo possesso sul piano segreto che le alte sfere tedesche stanno preparando ai danni di Eylstadt: grazie a Sophie infatti, la Germania ha messo a punto una nuova arma di distruzione di massa, che di lì a pochi giorni, nello stesso momento in cui è prevista una riunione segreta con le potenze alleate per discutere l'armistizio, sarà impiegata contro Landzbruk, spazzandola via. In tal modo, l'Imperatore progetta di mandare un chiaro messaggio agli Alleati, inducendoli ad accettare la resa per non patire la stessa sorte. Tuttavia, trattandosi di un'arma magica, è necessaria la presenza di Sophie per poterla utilizzare, quindi se la strega venisse sconfitta o uccisa l'attacco non avrebbe luogo, senza contare che la Germania si ritroverebbe nuovamente in una situazione sfavorevole. Avendo saputo che l'uso prolungato della pietra magica potrebbe costare la vita a Izetta, in un primo momento Finé è timorosa di mandare la sua migliore amica di nuovo in battaglia contro Sophie, ma quando la stessa Izetta la sprona a seguire il piano di Berkman, la principessa si risolve a giocarsi il tutto per tutto: così, mentre Finé si presenta a sua volta alla conferenza di pace, pronta a sbattere un'eventuale vittoria di Eylstadt in faccia alla Germania, Finé raggiunge Sophie nei pressi del sito di lancio per l'ultimo scontro. |                  |         |
| 12 | Izetta 「イゼッタ」 - Izetta | 17 dicembre 2016 |         |
| 12 | Muller distrae a costo della vita i soldati tedeschi di guardia alla conferenza per permettere a Finé di intrufolarvisi. Durante l'incontro Finé viene a conoscenza di come i leader mondiali non temano solo Sophie o la minaccia costituita dalla V2, ma soprattutto la magia stessa, essendo essa un potere appannaggio di pochi e capace di cambiare da sola le sorti dell'umanità, ma la principessa li rassicura annunciando loro che, comunque vada, ben presto la magia sparirà per sempre. Intanto, sul sito di lancio, ha luogo lo scontro finale tra Izetta e Sophie, che si sposta prima sui cieli di Parigi e quindi in pieno Oceano Atlantico. Allontanando Sophie dalla bomba, Izetta spera di impedire alla V2 di partire, ma l'esercito tedesco riesce comunque a farla decollare usando un clone della propria strega. Izetta decide dunque di compiere l'estremo sacrificio, e assorbendo interamente tutta l'energia delle Laylines perde apparentemente la vita in una gigantesca esplosione che si disperde in cielo e che travolge Sophie. Ora che la magia è sparita e la minaccia sia di Sophie sia della tecnologia magica tedesca è debellata, la Germania è ormai senza più difese, e a quel punto gli Alleati lanciano la loro offensiva che, nel giro di pochi mesi, travolge l'Impero. La magia e la storia della Strega Bianca che ha salvato Eylstadt tornano rapidamente a essere una leggenda. Nessuno però, ad eccezione di Lotte e Finè, è al corrente di un piccolo segreto, gelosamente custodito dalla principessa e dalla sua cameriera nel cuore della foresta di Eylstadt. |                  |         |